# Ramadan i København
Ramadan i København er en sang, som blev skrevet til Højskolesangbogens 19. udgave, som udkom i november 2020, og hvor sangen har nr. 164. Sangen beskriver stemningen og lyset fra de forskellige himmellegemer i en københavnsk lejlighed i et døgn under fastemåneden ramadan, idet den samtidig refererer til de fem traditionelle daglige muslimske tidspunkter for bøn. Det er den første sang med et udtrykkeligt muslimsk emne, der er blevet optaget i Højskolesangbogen. Både da sangen blev offentligt kendt i august 2019 og i november 2020, da det blev annonceret, at sangen var blevet optaget i den nye udgave, vakte sangen betydelig offentlig debat. 

## Baggrund
Sangen opstod på et inspirationsseminar for forfattere, sangskrivere og musikere i 2019, arrangeret af udvalget bag den kommende nye udgave af højskolesangbogen. Seminarets formål var at skabe nye kreative miljøer og nye højskolesange. Blandt deltagerne var de praktiserende muslimer Isam Bachiri og Özcan Ajrulovski. Da seminaret blev afholdt under ramadanen, kunne de ikke indtage mad og drikke sammen med de andre deltagere, men forlod på et tidspunkt selskabet for at vende tilbage næste morgen. Det gav ideen til sangen Ramadan i København. Teksten til sangen er skrevet af Bachiri og Ajrulovski sammen med Nana la Cour Jacobi og Anders Greis som også har præget melodisiden betydeligt. Alle fire forfattere har udtalt, at de har ladet sig inspirere af den gamle danske sangskat, blandt andet J.A.P. Schulz’ melodi til Sig månen langsomt hæver.

## Indhold
Sangen, der starter med ordene "Nymånens skæve smil...", har fem vers, der hver især refererer til de fem traditionelle muslimske bønner (salah) på forskellige tidspunkter af dagen og samtidig himlens varierende lysskær i løbet af døgnet fra måne, sol og stjerner. Isam Bachiri, der selv bor på Nørrebro i København, har været vant til at iagttage, hvordan lyset fra lejlighederne under ramadanen breder sig i etageejendommene meget tidligt om morgenen, fordi man i de muslimske familier skal nå at spise, inden det bliver solopgang. Ifølge sangbogudvalgets formand, den tidligere højskoleforstander Jørgen Carlsen, beskriver sangen dermed på én gang en social virkelighed for de danske muslimer og tegner samtidig et aktuelt billede af en del af Danmark.

## Debat om sangen
Det vakte meget opmærksomhed, da det i august 2019 blev kendt, at sangen var en kandidat til den kommende højskolesangbog. Flere danske politikere fandt det kontroversielt at inkludere en sang med et dansk muslimsk udgangspunkt i Højskolesangbogen, og på de sociale medier blev Anders Greis kaldt landsforræder på grund af sangen. Omvendt forsvarede bl.a. sangbogsudvalgets formand Jørgen Carlsen sangen, og i Politiken gav Kim Skotte i en anmeldelse sangen fire ud af seks hjerter og skrev, at sangen var "så tæt på at være økumenisk, som det næsten kan lade sig gøre", og at den gerne måtte have været mere konkret i sin skildring af stemningen for de fastende under ramadanen. Sangens fire forfattere forklarede tankerne bag sangen i en kronik i Politiken, hvor de sluttede af med at henvise til sangen "Danskerne findes i mange modeller" i den daværende udgave af Højskolesangbogen.
Den danske debat om sangen nåede også frem til den førende amerikanske avis New York Times, der i en artikel om sagen beskrev, hvordan sangen var blevet et uventet fokus for en dansk debat om indvandring og national identitet.
Da den nye 19. udgave af Højskolesangbogen udkom i november 2020 med Ramadan i København som en af de nyoptagne sange, førte det til en fornyet debat om sangens plads i den blå sangbog. I Jyllands-Postens anmeldelse af den nye sangbog mente debattøren Mikael Jalving, at sangen handlede om "... mørke, dadler og underkastelse". Hans Hauge skrev i Kristeligt Dagblad, at den ikke var særlig fremmedartet, men skrevet i PH-stil, og at han ikke syntes, at den var god, men at den var blevet medtaget, fordi "... man har vidst, at den ville rejse en debat, som overskygger alt andet og har givet medieomtale." I Politiken mente Thomas Michelsen i sin anmeldelse af den nye udgave af sangbogen, at det var fint, at sangen nu tegnede "...en fredelig halvmåne i vores alle sammens danske sangbog." I Information mente Bodil Skovgaard Nielsen, at sangen var glimrende og ærkedansk med sit indhold, der handlede om at spise noget godt, tænde stearinlys og cykle.